# Jacek Oleksyn
Jacek Oleksyn (ur. 26 kwietnia 1953 w Legnicy) – polski biolog specjalizujący się w biologii drzew i leśnictwie, profesor nauk biologicznych, dyrektor Instytutu Dendrologii PAN w Kórniku, członek korespondent Polskiej Akademii Nauk.

## Życiorys
Studia ukończył na Akademii Leśno-Technicznej w Leningradzie. W 1982 roku na Uniwersytecie Śląskim w Katowicach uzyskał stopień doktora nauk biologicznych. Stopień doktora habilitowanego nauk leśnych uzyskał na Akademii Rolnicznej w Poznaniu w 1994 roku, na podstawie rozprawy Wewnątrzgatunkowa zmienność produktywności populacji sosny zwyczajnej i jej wrażliwość na działanie czynników abiotycznych. Tytuł profesora nauk biologicznych otrzymał 20 sierpnia 2002.
Jego badania obejmują zagadnienia ekologii, ekofizjologii roślin lądowych i ekosystemów, lokalnych i globalnych zmian środowiska, a ostatnio również zagadnienia transkontynentalnej i globalnej zmienności kluczowych chemicznych, strukturalnych i fizjologicznych cech roślin. Jest autorem ponad 100 publikacji w znaczących czasopismach (w tym 3 prac w Nature). Jego prace były cytowane ponad 4000 razy. Wypromował 5 doktorów nauk.
Od 1976 roku pracuje w Instytucie Dendrologii PAN w Kórniku, gdzie zajmuje się ekofizjologią roślin. Od 2011 jest dyrektorem Instytutu oraz kierownikiem Pracowni Ekofizjologii (od 1999 roku). Wcześniej pełnił funkcje kierownika: Pracowni Chorób Abiotycznych (1982–1988) oraz Zakładu Ekologii (1996–1999).
W latach 1988–2012 łączył pracę w Instytucie Dendrologii PAN z pracą naukową na uniwersytetach w Stanach Zjednoczonych, University of Arizona (1988–1989), University of Wisconsin-Madison (1989–1991) oraz University of Minnesota (1991–2012).
Od 2007 jest członkiem korespondentem Polskiej Akademii Nauk, członkiem Rady Kuratorów II Wydziału PAN oraz członkiem Oddziału PAN w Poznaniu. Od 2012 jest też członkiem Komitetu Botaniki PAN oraz Komitetu Nauk Leśnych PAN.

## Nagrody
W 2008 roku otrzymał Nagrodę Fundacji na rzecz Nauki Polskiej w dziedzinie nauk przyrodniczych i medycznych za badania w zakresie ekofizjologii roślin.
W 2021 otrzymał Krzyż Wolności i Solidarności oraz Krzyż Oficerski Orderu Odrodzenia Polski (2021).